# Amplificateur faible bruit
Pour les articles homonymes, voir LNA et Amplificateur.

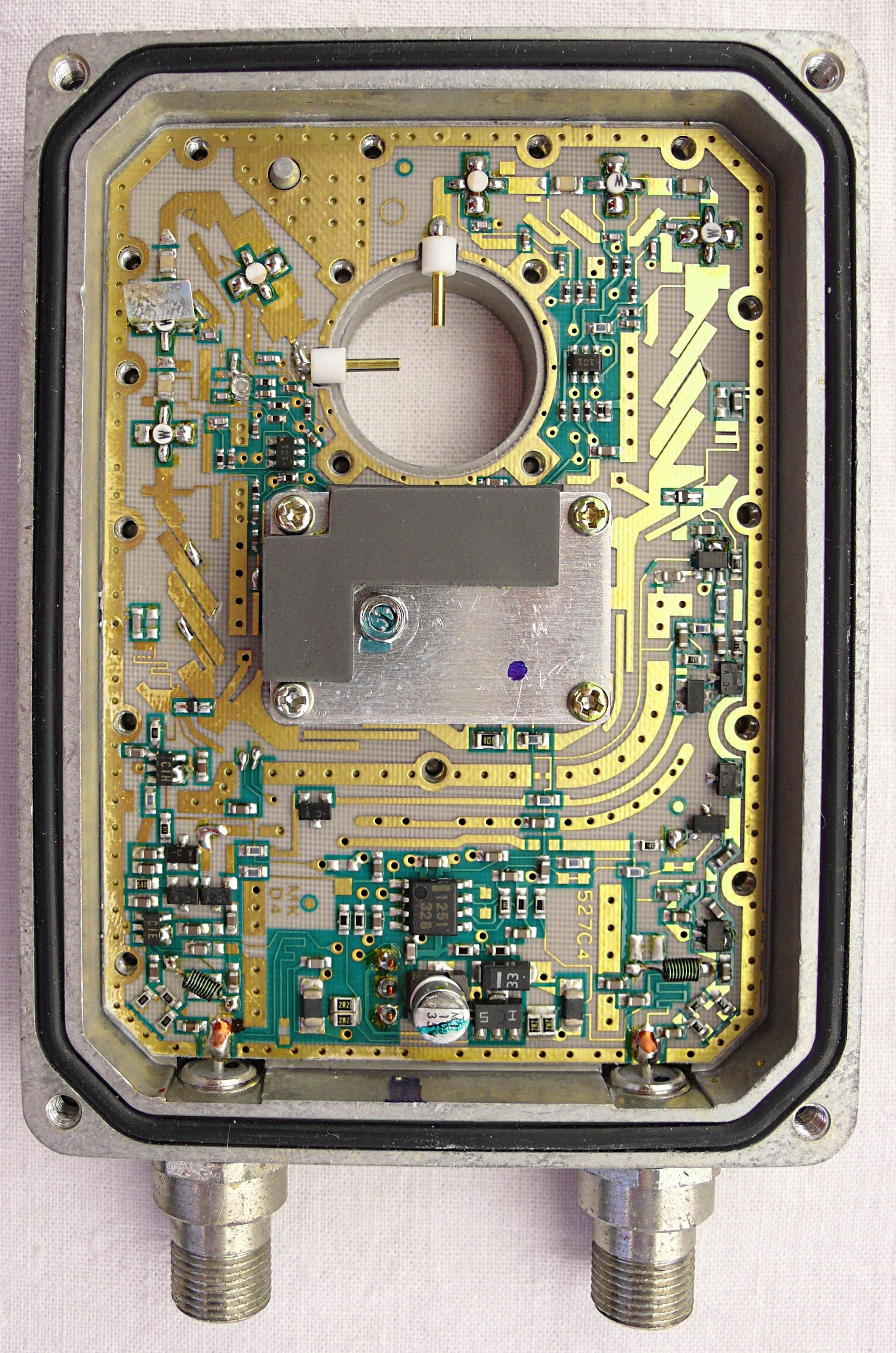
Amplificateur faible bruit.

Un amplificateur faible bruit (LNA de l'anglais Low Noise Amplifier) ou un amplificateur à faible facteur de bruit est un dispositif électronique chargé de mettre en forme des signaux très faibles en provenance d'une antenne. Il est souvent placé à proximité du capteur, de manière à minimiser les pertes en ligne ; pour cette raison, il est parfois nommé préamplificateur. Ce type de solution est fréquemment utilisé pour les systèmes travaillant à des fréquences élevées, tels que le signal GPS et en radiocommunications.
Suivant les fréquences, l'élément actif d'un amplificateur d'entrée à faible bruit varie : le transistor de type FET est le moins bruyant jusqu'à quelques dizaines de mégahertz, suivi par le transistor bipolaire (particulièrement SiGe), puis de nouveau le FET en GaAs au-delà de quelques gigahertz.

## Facteur de bruit
Globalement, aucun des composants actifs qui composent un amplificateur n'est parfaitement silencieux : quelle que soit la technologie employée, les composants ajoutent un bruit supplémentaire à celui présent à l'entrée. Pour mesurer la dégradation du rapport signal/bruit à la traversée d'un amplificateur, on définit son facteur de bruit comme le rapport du rapport signal/bruit en entrée sur le rapport signal/bruit en sortie. Généralement, on donne ce facteur en dB. Plus on se rapproche de 0 dB, plus le composant actif est silencieux.
Le problème pratique qui se pose lorsqu'on veut mesurer le facteur de bruit, c'est de définir le bruit en entrée. Par exemple, pour les systèmes de radiocommunications terrestres, on considère que l'entrée est constituée par un générateur de résistance interne 50 ohms et de température 300 K. La formule de Boltzmann permet de trouver le bruit thermique issu de cette résistance, en fonction de la bande passante du récepteur dont il est question : pour une bande passante de 1 Hz, et à 300 K, une charge fournit une puissance de bruit de −174 dBm. Si le récepteur possède une bande passante 10 000 fois plus grande (10 kHz), la puissance de bruit fournie par la charge sera 40 dB supérieure, soit −134 dBm. Si le facteur de bruit de l'ampli est de 2 dB, il faudra donc considérer que le bruit total en entrée est de −132 dBm.
Au-delà des caractéristiques intrinsèques du composant actif, son facteur de bruit dépend, tout comme le gain, des impédances qui lui sont présentées à son entrée et à sa sortie. Il se trouve qu'il est simultanément impossible d'obtenir à la fois le facteur de bruit le plus faible et le gain le plus élevé. Pour les étages d'entrée, on sacrifie généralement le gain pour le facteur de bruit optimal, sachant que le gain est de toute façon plus facile à obtenir en fréquence intermédiaire, une fois le signal hétérodyné.
Ce dispositif joue un rôle très important dans la réduction de bruit. En effet, d'après la formule de Friis, le facteur de bruit dépend grandement des premiers étages d'amplification.

## Cas de la TNT
C'est l'exemple le plus courant, on recherche le préamplificateur d'antenne UHF, non pas le plus puissant en gain, mais celui qui rajoute le moins de bruit au bruit de l'antenne UHF.

## Cas des systèmes de radiocommunications spatiales
La température de la résistance de rayonnement d'une antenne n'est pas la température de l'antenne, mais celle de la région du ciel qu'elle « voit ». La température de cette résistance sera faible si l'antenne vise une région froide du ciel ; elle peut descendre à quelques kelvins, restes du big bang originel.
Plutôt que de facteur de bruit, on parle alors de température de bruit.
La température de bruit de l'antenne sera difficilement conservée aussi basse que les valeurs citées plus haut, car tous les éléments dissipatifs entre l'antenne et l'amplificateur introduisent des résistances fictives dont la température de bruit est de l'ordre de 300 K. Ainsi, un câble coaxial qui aurait 1 dB de pertes induira une augmentation du bruit supérieure à 1 dB ! C'est pour cette raison que dans les radiocommunications spatiales, le préamplificateur à faible bruit est toujours proche de l'antenne.

## Cas de la radioastronomie et de la radiométrie
En radiométrie ou radioastronomie, le « signal » utile à mesurer est justement le bruit radioélectrique, issu de l'espace ou d'un corps céleste ou de la Terre (en radiométrie spatiale). Les sources de bruit dues aux pertes d'antenne ou à l'amplificateur d'entrée sont donc encore plus pénalisantes.
Les circuits d'entrée des récepteurs sont alors refroidis sous la température de bruit de la source à mesurer, avec diverses techniques :
- refroidisseur simple à effet Peltier, pour descendre vers 100 K
- refroidisseur à azote liquide et / ou à hélium liquide. On parle alors d'amplificateur cryogénique